# Petar Damjan
Sveti Petar Damjan (lat. Petrus Damianus, tal. Pietro Damiani; Ravenna, oko 1007. – Faenza, 22. veljače 1072./1703.), crkveni naučitelj, pustinjak i svetac. Bio je savjetnik pape Grgura VI., zajedno s kojim se istaknuo u obnovi Crkve svojega vremena, boreći se protiv simonije i neuzdržavanja celibata u klera te posredujući u sporovima. 

## Životopis

### Mladost i obrazovanje
Rođen je vjerojatno 1007., u Ravenni, kao posljednji od brojne djece. Zarana ostaje bez roditelja, a brigu oko njegova odgoja i izobrazbe, koja mu je omogućena, preuzeo je stariji brat Damjan, čije ime Petar naknadno pridružuje svomu. Studirao je u Ravenni, Fanezu i Parmi. Stekao je izvanrednu sposobnost polemike te jedno vrijeme predaje govorništvo.

### Redovnik, teolog i biskup
U 28. godini pridružio se pustinjacima koji su živjeli u blizini. Ubrzo postaje njihov poglavar te sastavlja pravila življenja za svoju i druge zajednice. Ravennski biskup poziva ga u reformatorsku službu te zahvaljujući uspješnom posredovanju u sporovima postaje papinim savjetnikom, ishodeći pomirbu s carskim vlastima. Uspješno je posredovao i u Milanu, Clunyu, Firenzi, Francoforteu i Moontecassinu. Papa Stjepan IX. postavio ga je za kardinala i biskupa Ostije, no te je naslove smatrao tek počastima te se po svršetku službe vratio samostanskomu životu. U poodmakloj dobi poslan je izmiriti sukob u rodnoj Ravenni.
Sveti Petar Damjan bio je jedan od najpoznatijih pisaca XI. stoljeća te jedan od najvećih sudionika tzv. predgrgurovske crkvene obnove. Zahvaljujući mnogobrojnim napisanim djelima postaje teoretičarom pustinjačkog života.
Bio je naročito obnovitelj ćudorednog života. U spisima se suprotstavljao simoniji, kupovanje i prodavanje duhovnih dobara i crkvenih časti te neodržavanja svećeničkoga celibata. Dante ga u svojoj Božanstvenoj komediji smješta u sedmo nebo, među kontemplativce, opisujući ga u njegovu bijelom odijelu kako oštro šiba po pokvarenosti što se uvukla u Crkvu.

## Štovanje
Papa Leon XII. proglašava ga crkvenim naučiteljem i svetcem 1. listopada 1828. godine. Pokopan je u pokrajnjoj kapeli katedrale u Faenzi.

## Vanjske poveznice
Ostali projekti
|  | Zajednički poslužitelj ima još gradiva o temi Petar Damiani |
|  | Wikicitati imaju zbirke citata o temi Petar Damjan          |

Mrežna mjesta
- Petar Damiani, Sabrana djela, izdanje iz 1743. (lat.)
- St. Peter Damian (engl.) Katolička enciklopedija